# Затухання Ландау

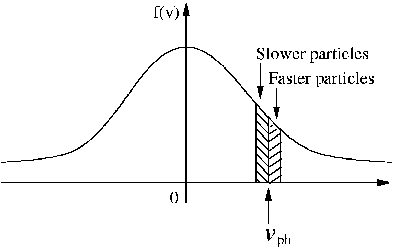
Схематична ілюстрація переваги кількості частинок, що відбирають енергію від хвилі, над кількістю частинок, що отримують від неї енергію.

Затухання Ландау - зменшення амплітуди поздовжньої електромагнітної хвилі в плазмі, пов'язане з розсіянням енергії на електронах та йонах. Явище назване на честь Лева Давидовича Ландау, який запропонував цей механізм у 1946.
Затухання пов'язане з резонансною взаємодією з хвилею частинок, що мають швидкість близьку до фазової швидкості хвилі. Частинки, що дещо відстають від хвилі, отримують від неї енергію, а частинки, що дещо опереджають хвилю, гальмуються нею. При максвелівському розподілі частинок за швидкістю, кількість повільніших частинок переважає, а тому хвиля втрачає енергію. 